# Medieval II: Total War
Medieval II: Total War es la secuela indirecta al videojuego de 2002 Medieval: Total War, y el cuarto videojuego de la aclamada serie Total War de The Creative Assembly. Fue anunciado el 20 de enero de 2006 y salió a la venta el 10 de noviembre en Europa y el 14 de noviembre en Norteamérica. Una demostración del videojuego salió el 10 de octubre de 2006, mostrando un tutorial (batalla de Hastings), la batalla de Pavía y la batalla de Agincourt. Una guía de estrategia salió a la venta el 7 de noviembre como una previa ayuda en el videojuego.
Este juego tiene varios mods como el Cid.
El juego se desarrolla entre los años 1080 y 1530. Casi como en la entrega original, Medieval: Total War, que se desarrolla desde 1095 a 1453, caída de Constantinopla. El juego se centra en la época medieval, incluyendo guerra, religión y diplomacia en Europa, África del Norte y Asia pero ahora extendido a la era del descubrimiento del Nuevo Mundo; de esta manera pasa a formar parte del mapa de campaña, con el Imperio azteca como una de las sociedades indígenas de Mesoamérica (no jugable).

## Facciones
| Facción                        | Jugable       | Líder al inicio del Juego | Notas |
| ------------------------------ | ------------- | ------------------------- | --- |
| Inglaterra                     | Sí            | Guillermo I               | Cuenta con soberbios arcos largos e infantería muy fuerte; escasa variedad de caballería.                                                                    |
| Francia                        | Sí            | Felipe I                  | Goza de la mejor caballería pesada de Occidente y buena infantería en el último periodo; su infantería del periodo inicial es relativamente débil.           |
| Sacro Imperio Romano Germánico | Sí            | Enrique IV                | Potente en todos los aspectos; carece de los ejércitos profesionales del último periodo de Francia e Inglaterra.                                             |
| España                         | Sí            | Alfonso VI de León        | Excelentes unidades navales, infantería ligera y caballería; carece de infantería pesada y lanceros en el periodo inicial.                                   |
| Venecia                        | Sí            | Doménico Selvo            | Cuenta con una fuerte infantería de milicia, buenas unidades coloniales y última tecnología; caballería algo pobre.                                          |
| Sicilia                        | Desbloqueable | Roger I                   | Puede reunir una fuerte milicia, caballeros normandos y arqueros musulmanes; carece de caballería avanzada del último periodo.                               |
| Milán                          | Desbloqueable | Giorgio (Ficticio)        | Cuenta con una fuerte infantería de milicia, ballesteros y última tecnología; caballería ofensiva pobre.                                                     |
| Escocia                        | Desbloqueable | Malcolm III               | Sabe aprovechar de forma excelente las lanzas y picas; carece de caballería y a veces los nobles prefieren luchar a pie.                                     |
| Imperio bizantino              | Desbloqueable | Alejo I                   | Buena caballería pesada y caballería de proyectiles además de arqueros competentes; carece de armas de fuego en el último periodo.                           |
| Rusia                          | Desbloqueable | Vsevolod I de Kiev        | Cuenta de una buena mezcla de caballería cuerpo a cuerpo y de proyectiles; tienen unas pobres unidades iniciales de infantería y de proyectiles.             |
| Los moros                      | Desbloqueable | Tahar de Córdoba          | Pueden reunir una buena mezcla de infantería y caballería ligera, así como lanceros eficaces; carece de unidades fuertes en el último periodo.               |
| Los turcos                     | Desbloqueable | Jalal I                   | Excelentes jinetes arqueros y tropas de jenízaros; carecen de caballería pesada e infantería en el período inicial.                                          |
| Egipto                         | Desbloqueable | Baibars I                 | Depende de su poderosa caballería y mamelucos; carece de infantería pesada, especialmente en el último periodo.                                              |
| Dinamarca                      | Desbloqueable | Canuto IV                 | Tiene una buena mezcla de unidades versátiles, en la que la infantería prefiere usar espadas y hachas en lugar de lanzas; carece de buena caballería pesada. |
| Portugal                       | Desbloqueable | Enrique de Borgoña        | Excelentes unidades navales, infantería ligera y buena caballería ligera; carece de ejércitos profesionales.                                                 |
| Polonia                        | Desbloqueable | Vladislao I Herman        | Sabe aprovechar su gran fuerza de caballería; infantería mediocre.                                                                                           |
| Hungría                        | Desbloqueable | Ladislao I                | Cuenta con una buena mezcla de caballeros pesados y hábiles jinetes arqueros; carece de buena infantería ofensiva.                                           |
| Estados Papales                | No            | -                         | Tiene la típica infantería de milicia italiana; caballería pobre.                                                                                            |
| Los aztecas                    | No            | -                         | Son numerosos, pero no tienen ni tecnología armamentística ni armaduras.                                                                                     |
| Los mongoles                   | No            | -                         | La mejor caballería del mundo conocido; carece de infantería y de unidades con armas de pólvora.                                                             |
| Timúridos                      | No            | -                         | Unidades de caballería muy fuertes, incluyendo elefantes; carece de infantería pesada y lanceros.                                                            |

## Sistema de juego
Similar a anteriores títulos de la serie Total War, el juego tiene dos modos de juego: batallas y campañas de un jugador. Las batallas se pueden jugar en multijugador, en escenarios definidos por el usuario o en escenario históricos que simulan batallas reales como la Batalla de Arsuf o la Batalla de Agincourt. 
La campaña para un jugador permite asumir el control de una facción del periodo y gestionar su civilización, economía y poder militar para conquistar otras facciones. El juego se desarrolla controlando la facción desde un gran mapa donde vemos los ejércitos, ciudades y agentes en el entorno de Europa, norte de África y Oriente Medio. Cuando dos ejércitos luchan en una batalla se pasa al modo de juego de batallas con un entorno que reproduce el del punto del mapa de campaña donde se sitúa, así como la climatología.
También podremos ponernos en la piel de los grandes descubridores y lanzarnos con barcos al descubrimiento de nuevas tierras: así, por ejemplo, podremos descubrir América y entablar contacto con una nueva facción (aunque esta facción solo es jugable en partidas rápidas), los aztecas, a los que tendremos que dominar si queremos explotar las riquezas del Nuevo Mundo. Junto a los aztecas hay otras culturas similares a ellos, pero menos evolucionadas y con menos unidades, pero que pueden echarnos una ayuda en la dominación de América, como los tlaxcaltecas y otros pueblos menores mexicanos.

### Inteligencia artificial
Muchas de la críticas hacia Medieval: Total War, precursor de Rome: Total War estaban centrada en la inteligencia artificial (IA), tanto en el mapa de campaña como en la batalla misma. Problemas con la IA, como ataques azarosos e ilógicos hacia el jugador han frustrado a muchos jugadores del título. La inteligencia artificial en esta entrega es igual que en los títulos anteriores, y sigue siendo por lo tanto el aspecto más criticado.

### Sistema de batallas
El objetivo de la campaña depende de la que seleccionemos. La campaña corta consiste en vencer una o dos de las facciones históricamente enemigas, que, por ejemplo de Inglaterra serían Escocia y Francia con un número límite de turnos. La campaña larga requerirá controlar una buena parte de Europa (45 regiones) y alguna ciudad significativa como Jerusalén, Roma o Constantinopla.
Las facciones disponibles en este título serán las siguientes:
Francia, Inglaterra, España (en estas fechas los reinos de León y Castilla de Alfonso VI), Polonia, Sacro Imperio, Escocia, Sicilia, Milán, Venecia, Imperio Bizantino, Egipto, Moros (los Almohades), Turcos, Rusia, Portugal, Dinamarca y Hungría.
Además habrá otras facciones que no podremos controlar por ser "especiales", estas son:
Estados Papales, mongoles, timúridas y aztecas, además de los indestructibles rebeldes.
Cabe destacar que nada más empezar el juego solo podremos elegir a Inglaterra, Francia, España, Sacro Imperio Romano y Venecia. El resto deberemos desbloquearlos.
Uno de los centros principales sobre la licencia Total War es su incorporación de batalla dentro de la mayor esfera de gameplay. La batalla normalmente consiste en dos o más facciones que luchan el uno contra el otro. Para tener un estilo de batalla similar a su precursor, " Medieval: Total War ", pero incorporando " Rome: Total War ", comparte rasgos como formaciones complejas, capacidades especiales, etcétera, etcétera. Las batallas podrían ser luchadas por la más magnífica escala con la nación contra la nación, sin usar toda su memoria sobre el ordenador, pero no esperan que ello sea limitado con esto solo. El jugador también debe parar a bandidos y rebeldía de su propio territorio así como la diplomacia directiva o la guerra si es necesario. La batalla es una parte incorporada " de los 2 Medievales " la experiencia, pero es hasta el jugador si realmente perseguir la batalla para alcanzar sus propios objetivos.

### Detalles técnicos
Teniendo en cuenta las quejas acerca del hecho de que los soldados parecían clones en las versiones anteriores de la saga, el equipo desarrollador, The Creative Assembly, ha incorporado un sistema que permite que los soldados sean diferentes entre sí.
El motor gráfico combina al azar 5 o 7 cabezas, 3 torsos, 3 juegos de piernas, 3 de armas y 10 diseños diferentes de escudos, de tal forma que no hay dos soldados iguales. Por ejemplo, los caballeros tendrán diferentes escudos de armas, unos soldados tendrán barba y otros no, etc. El detalle de las unidades será mejorado - por ejemplo, con el transcurso de la batalla las armas se ensuciarán de barro, polvo y sangre añadiendo realismo gráfico.
También se ha dicho que la física del juego y el sistema de animaciones será mejorado. Por ejemplo, un soldado al que se le clava una lanza en la pierna caerá de forma realista, y no rodará simplemente. El sistema de renderizado de los campos de batalla y de las ciudades también ha sido actualizado. Los desarrolladores también han mencionado la iluminación por pixel como otra característica del engine del juego.
Además, para incrementar el realismo de la lucha, las unidades podrán ejecutar una gran variedad de ataques y utilizar fintas y bloqueos. Estas acciones se encadenarán juntas con acciones de captura de movimientos, creándose así combos únicos y realistas de ataque. Por lo tanto, el combate será mucho más fluido y creíble. "Los soldados bloquearán y amagarán ataques en mortíferos combos y movimientos finales, a continuación observarán el campo de batalla en busca del próximo objetivo" Por ejemplo, no continuarán dando golpes en un punto, sino que apuñalarán o golpearán al enemigo para acabar con él. Como añadido y para mejorar el realismo, las espadas y las lanzas podrán atravesar a los soldados en el campo de batalla, cosa que no ocurría en anteriores juegos de la saga.

## Recepción
Medieval II: Total War fue muy aclamado por la crítica. En su edición de diciembre de 2006, PC Gamer (del Reino Unido) analizó el juego, proclamándolo como "el nuevo rey de los juegos de guerra". Los gráficos y la profundidad de juego fueron muy elogiados y el juego recibió una puntuación de 94%. IGN le dio al juego 8.8/10, diciendo que el juego no era tan revolucionario como su predecesor, pero aún presenta algunas ideas nuevas y se basa en otros de Rome: Total War, que todavía sería suficiente para que cualquiera compre. GameSpot también calificó el juego 8.8/10, destacando su "épica, jugabilidad apasionante" mientras criticaba sus "requisitos del sistema altos". La revista PC PowerPlay australiana le dio al juego una puntuación perfecta raramente concedida de 10/10 debido a la gran cantidad de contenido del juego contenida y los gráficos de última generación. Anthony Fordham de Hyper elogia el juego por su "modo de juego increíble, tanto en la batalla y en el mapa del mundo". Sin embargo, lo criticó por ser "más un refinamiento de la serie que un gran salto adelante".

## Expansión
El 30 de marzo de 2007, una expansión de nombre Medieval II: Total War: Kingdoms, fue anunciada. Fue lanzada a la venta en Estados Unidos el 28 de agosto de 2007, el 31 de agosto en el Reino Unido y el 7 de septiembre en Australia. Incluye las siguientes nuevas campañas:
- La Campaña de América - 7 facciones jugables (Nueva España [España], Los Aztecas, Los Mayas, Las Tribus Apaches, Los Chichimecas, Los Tlaxcaltecas y Los Tarascos) y 2 emergentes (Nueva Francia y Colonias Inglesas) en un mapa del Nuevo Mundo desde Honduras hasta Texas.
- La Campaña de Bretaña - 5 facciones jugables (Inglaterra, Irlanda, Escocia, Gales, Noruega) y 1 emergente (Alianza de los Barones) en un mapa de Irlanda, Escocia, Gales, e Inglaterra.
- La Campaña de las Cruzadas - 5 facciones jugables (Reino de Jerusalén, Principado de Antioquía, Egipto, Turquía y El Imperio Bizantino) y 2 emergentes (Venecia y Mongoles) en un mapa del Medio Oriente desde la región de Turquía hasta el moderno Irak y el sur, el moderno Egipto.
- La Campaña Teutónica - 6 facciones jugables (La Orden Teutónica, Lituania, Dinamarca, Polonia, El Sacro Imperio Romano y Nóvgorod) y 2 no jugables (Noruega y Mongoles) en un mapa del noreste de Europa, desde el este de Alemania a Rusia.